# 勐古地区自卫军
勐古地区自卫军（缩写MRDA），又称勐古地区自卫队，前称勐古保卫军，是缅甸东北部边境城镇勐古的一支地方武装部队。

## 历史
缅甸民族民主同盟军的前沿根据地勐古于1995年8月发生第一次兵变后，宣布脱离杨茂良后的县长孟撒拉将驻防当地的同盟军128师改名为“勐古保卫军”，成立缅甸掸邦勐古特区，并与缅甸政府签署了停火协议。 
2000年10月，勐古再度发生兵变，在彭家声暗中支持下，勐古保卫军副司令李尼门发动政变抓住了孟撒拉。随后孟撒拉部和李尼门部发生冲突。缅甸政府军趁双方均损失惨重之际打退李尼门部的进攻，并随之将孟撒拉监禁。11月24日，缅军诱骗李尼门等人前往黑勐龙镇谈判，待李到达指定地点后，周围设伏的缅军士兵立即将之及其随行一百余人（多为从中国境内招募的无任何作战经验的雇佣兵）全部就地枪杀。缅军随后抢先封锁了通往中国边境的全部路段，使李尼门残部无法逃往中国境内。因李部大多为临时拼凑、毫无实战经验的雇佣兵，很快一路溃逃至中缅边境界河瑞丽江沿岸，但全部被缅军打死在离江边不远的地方。李尼门部随之全军覆没，缅军成功吞并勐古地区。在此之后，勐古保卫军被缅甸国防军解除了武装，并遣散大部分士兵，仅有为数不多的士兵被编入勐古地区自卫军。至此缅甸民族民主同盟军丧失了对勐古这一地区的影响，直至2023年底。孟撒拉在遭缅军监禁期间去世。